# Bahnhof Sundby
Sundby ist eine oberirdische U-Bahn-Station in der dänischen Hauptstadt Kopenhagen, an der Grenze zwischen den Stadtteilen Ørestad und Sundbyvester. Die Station wird von der Linie M1 des Kopenhagener U-Bahn-Systems bedient.
Die Station wurde am 19. Oktober 2002 für den neuerbauten U-Bahn-Abschnitt Vestamager–Nørreport eröffnet. Der Bahnhof befindet sich oberirdisch in Hochlage.

## Lage und Benutzung
Mit nur knapp 1000 Reisenden pro Tag war die Station bisher die am Wenigsten benutzte Station der Metro Kopenhagens. Nach Inbetriebnahme des M4 im März 2020 hat aber die Endstation Orientkaj, die im noch nicht voll ausgebautem Stadtteil Nordhavn liegt, eine ähnlich kleine Anzahl von Fahrgästen.
Nur östlich der Station Sundby gibt es eine Siedlung aus Reihenhäusern, kleine Einzelhäusern und eine Klinik des Psykiatrisk Center København.
Die von der Hochlage der Station gut sichtbare offene, westliche Umgebung ist eine ehemalige Küstenwiese des Naturschutzgebiets Amager Fælled. Seit den 1990er Jahren wurde kontrovers geplant, das Gebiet zu bebauen, aber diese Planung wurde 2017 aufgegeben. Laut neuer Raumplanung vom Februar 2021 soll ein weniger sensitives Gebiet 500 m weiter westlich bebaut werden. Dennach bleibt hier eine offene Lücke in der modernen Planstadt Ørestad, die nord-südwärts an der Metrostrecke liegt.
Sundby ist zwar der Name fast des ganzen dichtbesiedelten, zur Kommune Kopenhagen gehörenden Teils der Insel Amager (Stadtteile Sundbyvester und Sundbyøster, auch im Pluralform Sundbyerne). Die Metrostation Sundby liegt etwas abseits im äußersten Westen des Gebiets Sundbyvester, an der Grenze zum unbebauten Teil des Ørestad sowie die Naturflächen Amager Fælled und Vestamager.